# PON (ミュージシャン)
PON（ぽん、1988年9月7日 - ）は、日本の音楽家。
ラックライフのボーカル、ギター担当。大阪府出身。身長184センチ。血液型O型。

## 人物
- 芸名は学生時代のあだ名「うえぽん」に由来する。
- ロックよりJ-POPを好んで聴いておりKinKi Kidsが好きでカラオケでもよく歌う。
- 兄二人、妹の四人兄弟。
- メンバー内でただ一人お酒が飲めない。
- THE ORAL CIGARETTESのボーカル山中拓也と似ている為二人が兄弟ではないかと噂になったことがある（実際は血縁関係はない）。
- 中学ではバスケ部だった。
- ライブハウス高槻ラズベリーで照明スタッフのアルバイトをしていた。
- カメラを向けられると変顔をしてしまう癖があったが2014年頃マネージャーに公式写真撮影での変顔を禁止される。
- 2015年までは裸眼でステージに立っていたが現在はお客さんの顔を見るためだけにライブ本番中のみコンタクトレンズを着用している。
- 矢井田瞳、鬼束ちひろ、Superflyなどに憧れ以前は裸足でステージに立っていたが2016年から靴を履いている。
- 地元での移動手段は主にハマーの自転車を利用していたが2017年1月から自動車教習所に通い、運転免許を取得した。
- メインギターはProvisionのテレキャスター。